# Johannesbad Unternehmensgruppe
Die Johannesbad Gruppe ist ein Unternehmen mit Sitz in Bad Füssing im Landkreis Passau in Bayern. Das Unternehmen betreibt Fachkliniken und Gesundheitszentren, Thermalbäder, Hotels und eine medizinische Fachschule in Deutschland und Österreich.
Aufsichtsratsvorsitzender des Unternehmens ist Johannes Zwick, der Sohn des Gründerehepaares Angelika und Eduard Zwick. Vorstandsvorsitzender ist Markus Zwick. Die Johannesbad Gruppe beschäftigt 2.000 Mitarbeiter.

## Geschichte
1960 wurde das Unternehmen vom Arzt-Ehepaar Angelika und Eduard Zwick gegründet. In Bad Füssing wurde der Kurbetrieb Tannenhof eröffnet. Im Jahre 1964 waren die Wasserbohrungen erfolgreich und die Johannesbad Therme konnte erschlossen werden.
In diesem Zuge erfolgte die Inbetriebnahme der Johannesbad-Fachklinik. Ab 1993 begann der Expansionskurs und die Gruppe vergrößerte sich auf sechs Fachkliniken/Gesundheitszentren und mehrere Hotels in Bad Füssing und anderen Standorten.

## Wachstum
2011 wurden die drei Fachkliniken in Bad Fredeburg und die Fachklinik Furth (ehem. AKG-Klinikgruppe) übernommen und in die Johannesbad Gruppe integriert.
Heute gehören zur Johannesbad Gruppe neun Fachkliniken und Gesundheitszentren. Sechs Hotels und eine medizinische Berufsfachschule sind ebenfalls Teil der Gruppe. 2018 erfolgte der Einstieg in die Zahnmedizin mit der Gründung der DentaDox MVZ GmbH.

## Fachkliniken & Gesundheitszentren
Die Johannesbad Gruppe betreibt eine Reihe von Fachkliniken:

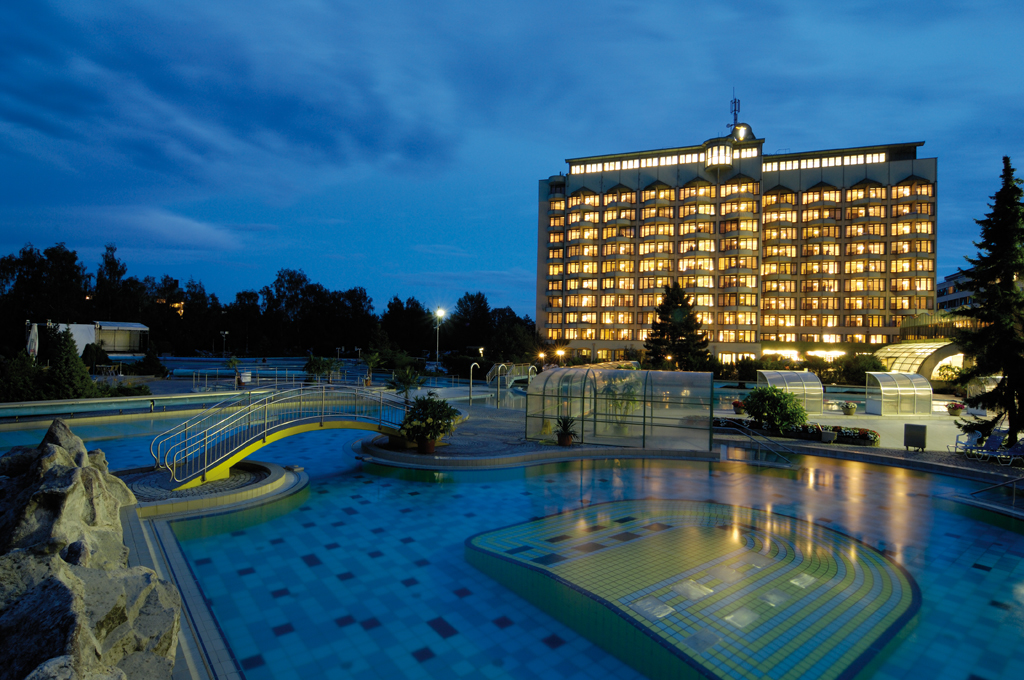
Johannesbad Fachklinik

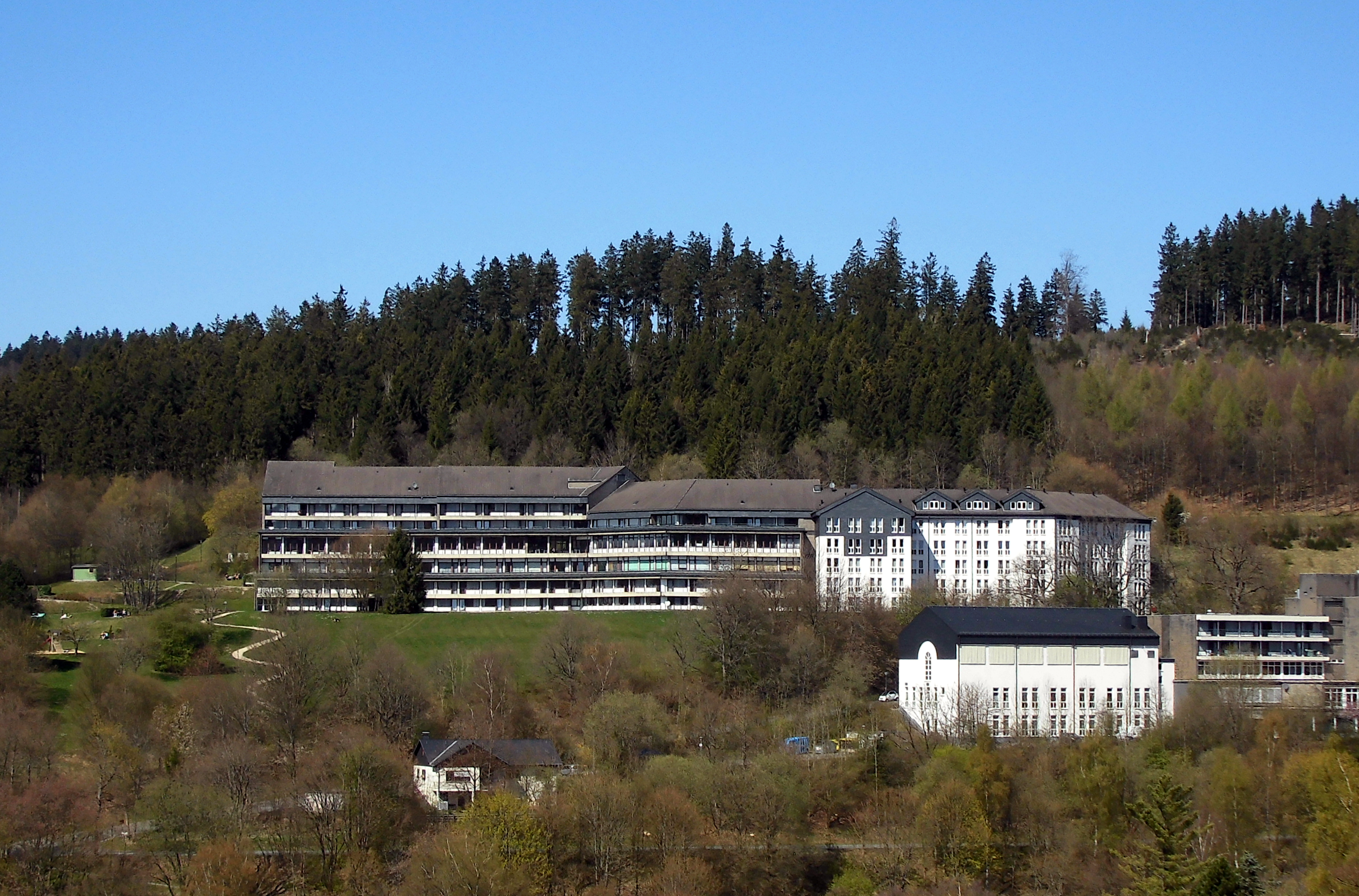
Fachklinik Hochsauerland in Bad Fredeburg

| Ort           | Fachklinik                                                       |
| ------------- | ---------------------------------------------------------------- |
| Bad Füssing   | Johannesbad Fachklinik Bad Füssing                               |
| Lechbruck     | Johannesbad Klinik Königshof                                     |
| Bad Fredeburg | Johannesbad Fachklinik Hochsauerland                             |
| Bad Fredeburg | Johannesbad Fachklinik Fredeburg                                 |
| Bad Fredeburg | Johannesbad Fachklinik Holthauser Mühle                          |
| Furth im Wald | Johannesbad Fachklinik Furth im Wald                             |
| Usedom        | Johannesbad Fachklinik Klaus Störtebeker Ostseestrand            |
| Orscholz      | Johannesbad Fachklinik, Gesundheits- & Reha-Zentrum Saarschleife |
| Altenberg     | Johannesbad Fachklinik & Gesundheitszentrum Raupennest           |

## Johannesbad Therme

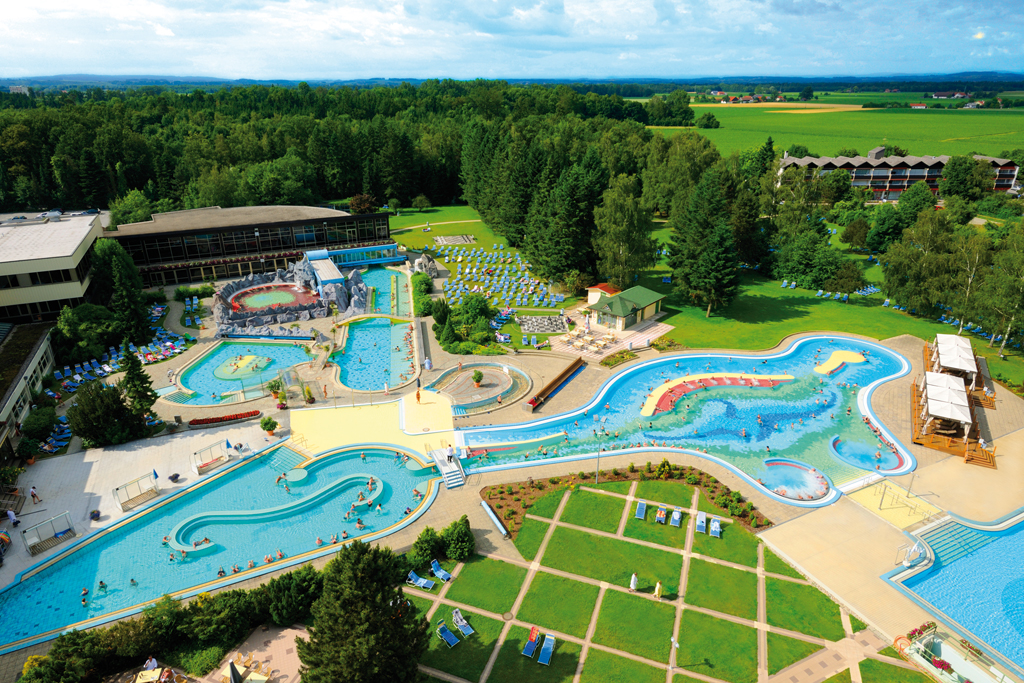
Johannesbad Therme

Die Johannesbad Therme ist ein 1964 eröffnetes Gesundheits- und Erholungsbad der Johannesbad Gruppe in Bad Füssing.

## Hotels
In Bad Füssing gehören mehrere Hotels zur Johannesbad Gruppe.
| Ort                         | Hotel                                 |                          |
| --------------------------- | ------------------------------------- | ------------------------ |
| Bad Füssing                 | Johannesbad Hotel Königshof           |                          |
| Bad Füssing                 | Johannesbad Thermalhotel Ludwig Thoma |                          |
| Bad Füssing                 | Johannesbad Hotel Füssinger Hof       |                          |
| Bad Füssing                 | Johannesbad Hotel Phönix              |                          |
| Bad Füssing                 | Bad Hofgastein                        | Johannesbad Hotel Palace |
| Johannesbad Hotel St. Georg | Bad Hofgastein                        |                          |

## Johannesbad Akademie GmbH
Die private Berufsfachschule, die auch Johannesbad Medfachschule Bad Elster genannt wird, hat ihren Sitz in Bad Elster. Gegründet wurde sie 1991. Die Berufsfachschule bietet staatlich anerkannte Ausbildungen in den Bereichen
- Physiotherapie
- Ergotherapie
- Masseur und medizinischer Bademeister

Ausbildungsbegleitend können folgende Bachelor-Studiengänge absolviert werden
- Health Care Studies (Bachelor of Science)
- Gesundheitsmanagement (Bachelor of Arts)

Die Berufsfachschule bietet auch medizinisch-therapeutische Fortbildungen an.